# شهرستان شاندان
شهرستان شاندان (به لاتین: Shandan County) یک شهرستان‌های جمهوری خلق چین در چین است که در ژانگی واقع شده‌است.